# Elif Jale Yeşilırmak
Elif Jale Yeşilırmak, nata Julija Guramievna Rekvava (in russo Юлия Гурамиевна Реквава?; Smolensk, 30 luglio 1986), è una lottatrice russa naturalizzata turca, specializzata nella lotta libera.

## Carriera
Acquisita nel 2011 la cittadinanza turca, alle Olimpiadi di Londra 2012 Elif Jale Yeşilırmak è diventata la prima atleta femminile a rappresentare la Turchia nella lotta nella storia dei Giochi olimpici. In seguito, vincendo la medaglia di bronzo nella categoria fino a 63 kg ai campionati europei di Belgrado 2012, è stata pure la seconda lottatrice turca ad avere vinto una medaglia a livello europeo a distanza di dodici anni.

## Palmarès
- Mondiali

Tashkent 2014: bronzo nei 58 kg.
Las Vegas 2015: bronzo nei 58 kg.
Budapest 2018: argento nei 59 kg.
- Europei

Vilnius 2009: bronzo nei 59 kg.
Belgrado 2012: bronzo nei 63 kg.
Bucarest 2019: bronzo nei 59 kg.
- Giochi europei

Baku 2015: bronzo nei 58 kg.
- Giochi del Mediterraneo

Mersin 2013: oro nei 63 kg.
Tarragona 2018: oro nei 62 kg.